# Juan Lozano Santa
Juan Lozano y Santa (Jumilla, 1731- Murcia, 1808) fue un historiador de la Región de Murcia.

## Su vida
Nace el 2 de marzo de 1731 en Jumilla. Realiza sus primeros estudios en Jumilla pero pronto los continúa en Murcia. Estudió en el Seminario Mayor de San Fulgencio y obtuvo la licenciatura en Filosofía, Teología y Derecho Canónico. También ejerció de traductor ya que dominaba con soltura francés, toscano, latín y portugués. En 1761 oposita y gana la plaza de Canónigo en Sigüenza, dónde se encontrará con su amigo el obispo José Patricio de la Cuesta y Velarde, que lo nombró Capellán Mayor, lo que provocó un pleito con el Cabildo. Posteriormente fue nombrado rector del Colegio de Teólogos San Isidoro de Murcia.
En 1796 participó en el proceso de beatificación de sor María Ángela Astorch, encargándose con otros del reconocimiento de su cuerpo incorrupto. Ese mismo año fue nombrado censor de la Real Sociedad Económica de Amigos del País. En esa época pasa a ser Canónigo en Murcia, donde muere el 22 de agosto de 1808.

## Su obra
Entre las principales obras que escribió se encuentra una llamada Antigüedades del Reino de Murcia y una Historia de Jumilla que no pudo terminar. Pero su obra principal es Bastitania y Contestania del antiguo Reino de Murcia que fue durante años una fuente de información muy importante para el conocimiento de estos pueblos íberos en la Región de Murcia.
Se hizo una reedición de la obra por la Real Academia Alfonso X el Sabio, lo que hace que esta obra esté completamente digitalizada; consta de tres volúmenes con un desarrollo histórico sucesivo. Sus datos son:
- Lozano Santa, J. (1794, 2007). Bastitania y Contestania del Reino de Murcia. Tres vol. Murcia: Por Manuel Muñiz, Digitalizada en Alicante : Biblioteca Virtual Miguel de Cervantes. OCLC 10177738.